# André Salvador
André Salvador, également dit André Jacart ou Wacapac, né à Cayenne en Guyane le 27 octobre 1913 et mort à Paris le 24 juin 2003, est un chanteur, guitariste, auteur-compositeur-interprète, comédien et champion de tir à l'arc français.
Il est le frère aîné d'Henri Salvador.

## Biographie
André Salvador a seize ans en 1929 quand il arrive en France métropolitaine en compagnie de son père, Clovis Salvador, natif de Morne-à-l'Eau (Guadeloupe), et de sa mère, Antonine Paterne, fille d’une Amérindienne caraïbe et originaire de Port-Louis en Guadeloupe.
Sa sœur, Alice Salvador (1915-2008), futur Chevalier de l'Ordre du Nichan el Anouar et son frère, Henri, sont également du voyage.
Il a une fille, Micheline, née le 7 décembre 1942.
Il est l'oncle du photographe Jean-Marie Périer.

## Le musicien
Son cousin Roland Paterne, guitariste et un des premiers adhérents du Hot Club de France, lui fait découvrir le jazz en 1933 et lui offre une banjoline (instrument entre le banjo et la mandoline). André Salvador apprend seul cet instrument puis rapidement passe à la guitare jazz alto à quatre cordes. Son frère Henri le suit dans l’apprentissage de la guitare. En octobre 1934, André et Henri remportent ensemble le concours de chanteur amateur au Palais Berlitz à Paris, ce qui leur ouvre les portes d’une carrière professionnelle.

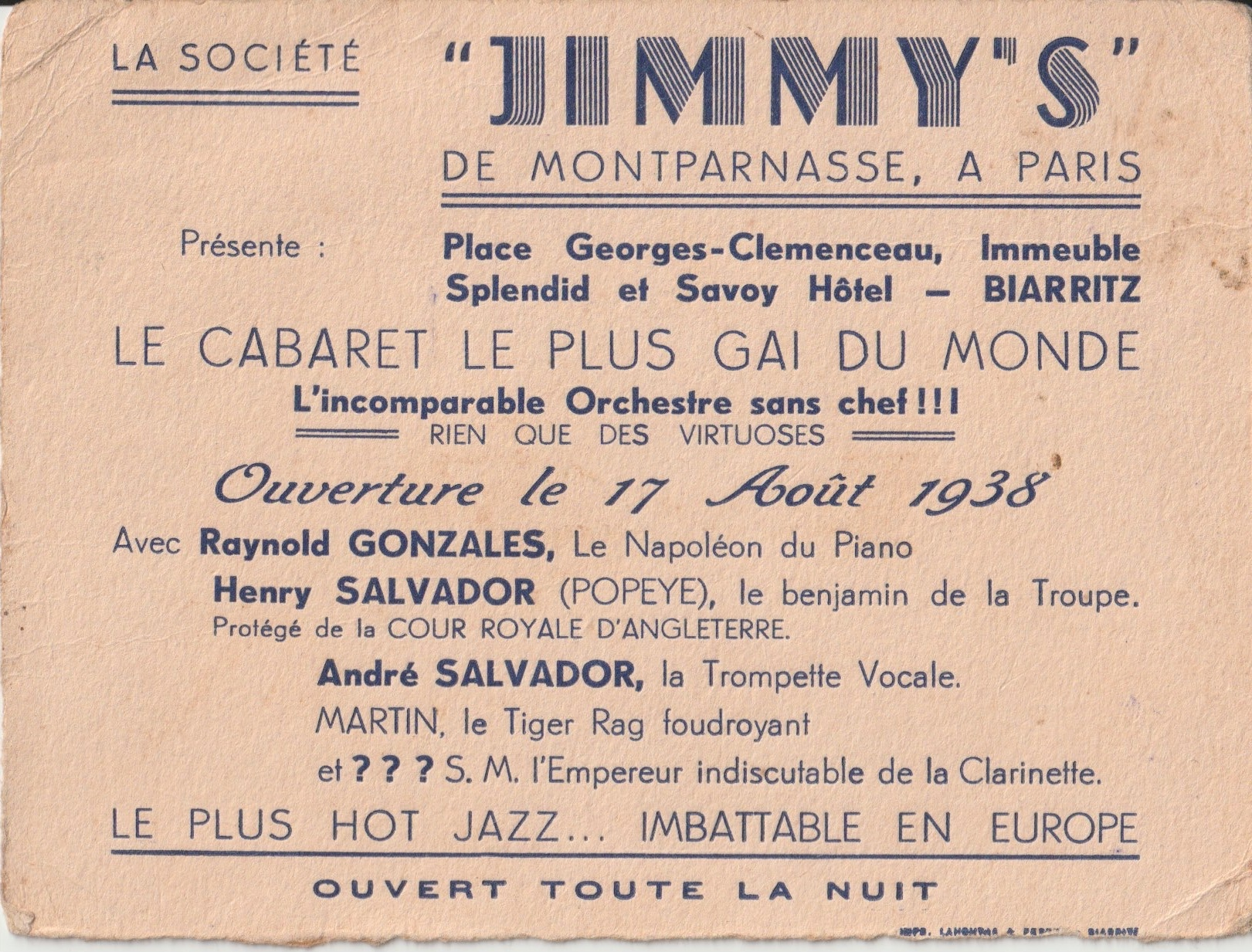

En 1935, avec son orchestre Olahée! Quartette, André Salvador joue le jazz-hot au Villon, à la Villa d’Este, etc. En 1936, il joue au Mirage, la boîte d’Ernest Léardée, avec son frère Henri. En 1937, André et Henri sont engagés à Paris au Jimmy’s Bar, qui est un haut lieu de rencontre pour bon nombre de musiciens.
André Salvador pendant cette période joue avec les meilleurs musiciens, entre autres ce concert du Hot Club de France avec Django Reinhardt le 16 novembre 1940 Au Club, 68, rue Pierre-Charron, à Paris. 

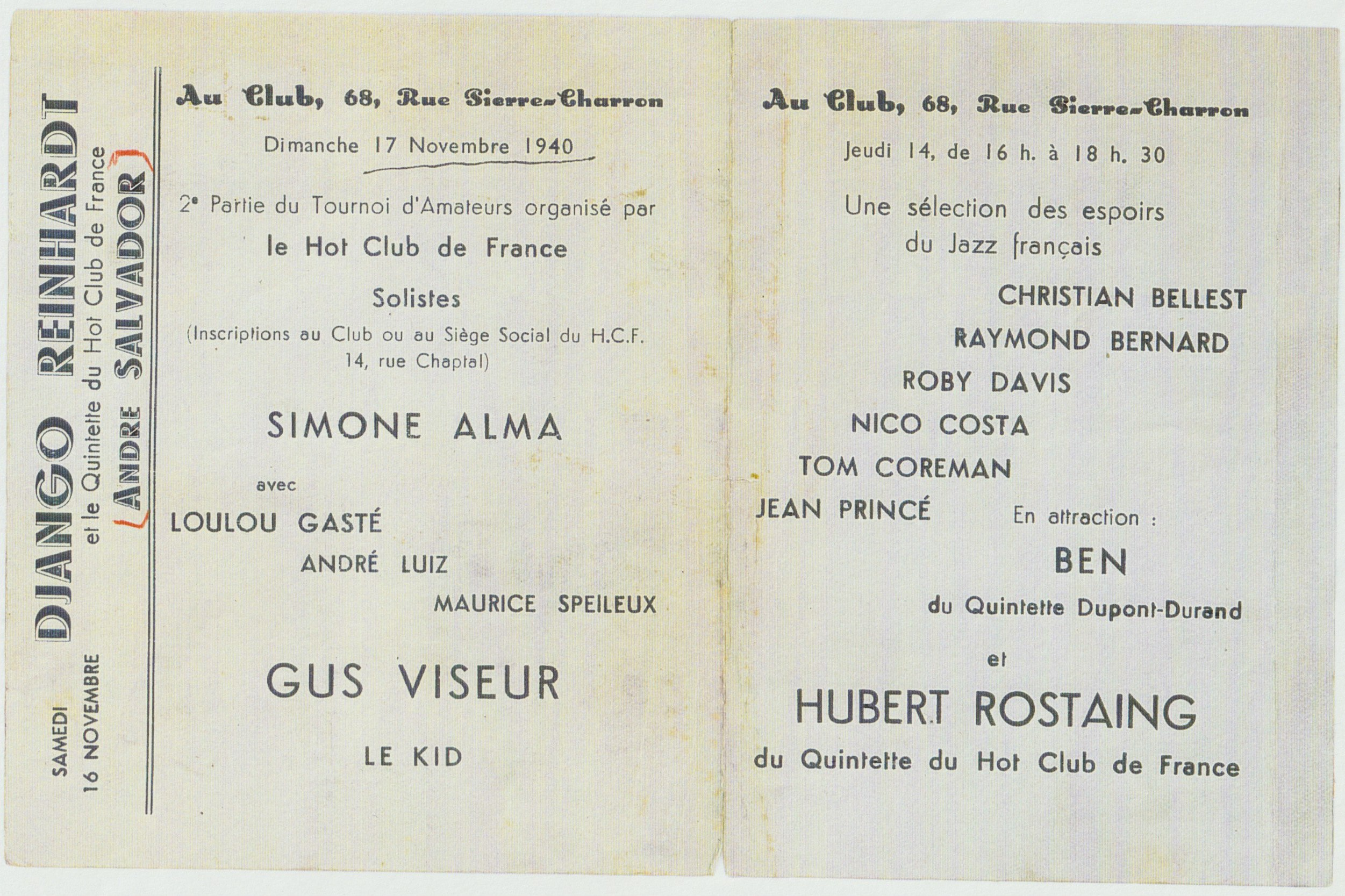
Django REINHARDT et le Quintette du Hot club de france André SALVADOR

Au début de 1941, il s’installe en zone libre et est engagé dans l’orchestre de Bernard Hilda pour des concerts entre le Maxim’s de Nice et le Relais à Cannes. André fait venir son frère sur la Côte d’Azur pour être engagé également au sein de l’orchestre.
Après le départ d’Henri avec les collégiens de Ray Ventura, à la fin de décembre 1941, André Salvador continuera de se produire avec sa propre formation jusqu’à l’arrivée des Allemands en 1943.
Bien qu'ayant été résistant, il refusera toute décoration, estimant n’avoir fait que son devoir.
Après la Libération, grâce à Daidy Davis-Boyer (Mamy Scopitone), il recommence à tourner dans les boîtes parisiennes.
Il est réputé pour mettre une ambiance de feu, notamment au Menestrel.
L’année 1946 est riche pour André : il participe avec Édith Piaf à « La Nuit des petits lits de la victoire » au Palais de la Méditerranée à Nice.
Il enregistre avec André Ekyan le fameux titre de Lionel Hampton et Curley Hammer : Hey ba ba rebop, qui obtiendra le grand prix du disque 1947.
De 1947 à 1953, André multiplie les tournées en Algérie, en Tunisie, au Maroc, en Belgique, aux Pays-Bas, en Suisse, en Espagne…
Il rencontre à Rotterdam la chanteuse de jazz Anny Xhofleer.
Parallèlement, il participe à plusieurs tournées de Radio Monte-Carlo avec Francis Blanche, Pierre Dac et Eddie Constantine.
Il est accompagné sur Radio 51 par Bill Coleman et Don Byas.
Il est pendant le premier semestre de 1950 l’invité de l’émission « Silence… Antenne » sur Paris-Inter.
Il enregistrera des 78 tours en compagnie de l’Orchestre de danse antillais d'Ernest Léardée.
Il obtient des succès avec Petite fleur fanée, Aux Caraïbes.
La plus connue de ses compositions étant Si j’étais une cigarette, popularisée par Éliane Embrun.
André Salvador est une bête de scène, avec un répertoire mélangeant rock 'n' roll, mambo, jazz-swing, le tout enrobé d’un humour décapant.
Durant toute cette période, André, un hyperactif, tourne plusieurs courts-métrages et longs-métrages, entre autres, en 1950 : La Maison du printemps, qu’il interprétera sur scène au Théâtre Michel (Paris) la même année.
Son activité musicale se ralentit à partir de 1955. En 1959 on le retrouve à côté de Joséphine Baker à l’Olympia de Paris dans la revue Paris mes Amours.
Il se produit dans les galas organisés par Gésip Légitimus pour l’association La Solidarité antillaise, présidée par Etienne Légitimus, et dans les clubs de Jo Attia.
En 1966, son cousin de la Martinique, Eucher Paterne, le fait venir à l’hôtel Bakoua pour y assurer l’animation en compagnie du pianiste Michel Pacquit et de Pierre Louiss.
Il est engagé à l’Exposition universelle de Montréal à partir de juillet 1967. Il y joue à La Cabane à Sucre en trio avec Marius Cultier à l’orgue et Jean-Claude Montredon à la batterie. Il y fait le bœuf avec Jimmy Smith et Alain Jean-Marie.
En 1967, il se produit régulièrement au restaurant Varlot, en Gaspésie, avec sa jovialité et sa guitare à deux manches s'affirmant ainsi le guitariste le plus riche du monde. Il brode également sur les déclarations du général De Gaulle quelques semaines plus tôt : « Vivent les applaudissements… libres ! », « Vive l'amour… libre ! ».

## Le sportif
André Salvador était un sportif de haut niveau. Il remporta plusieurs compétitions de ski, de vélo.
Il participa au Championnat du monde de tir à l’arc à Prague en 1957. Il fut champion de France de tir à l’arc en 1965.
Il pratiquait l’équitation, qu’il avait commencée enfant dans sa Guyane natale. Il était également ceinture noire de karaté.
Il décrocha son diplôme omnisports, y compris natation et yoga, en septembre 1957 à Hennef, en Allemagne, où il enseigna le tir à l’arc. Il enseigna également le tir à l'arc à l’université du Québec à Montréal.

## L’homme
Désabusé et réaliste sur le monde du show-business, André Salvador considère notamment son frère Henri comme un traître qui a tenté par voie de justice de lui disputer l'utilisation du nom de Salvador qui concurrençait le sien sur les disques et les scènes, prenant finalement le nom d'André Jacart. Il arrête son activité de musicien après son dernier contrat à l’Exposition universelle et restera au Canada plus de dix ans.
C’est dans les Laurentides au milieu des bois qu’il s’installe. Il exerça au Canada différents métiers alimentaires n’ayant aucun rapport avec sa qualité d’artiste. C’est chez les Inuits, chez qui il passe quelques mois, qu’il reçut le nom de Wacapac.
Il obtient la nationalité canadienne[Quand ?].
Dans les années 1980, il revint s’installer dans le 13e arrondissement de Paris sans moyens matériels.
Jusqu’à son décès le 24 juin 2003, il se consacra à l’écriture, à la photo et au tir à l’arc.
Il a été incinéré le 2 juillet 2003 à Arcueil, dans l’anonymat. Ses cendres ont été dispersées au vent.
Mes volontés dernières !
« Enfin, quand viendra le jour que j'attends,
Que le curé se tienne loin d'André.
Pour fêter ce départ, je veux être incinéré ;
Et mes cendres soufflées aux quatre vents ! »
André Salvador était un libre-penseur anticonformiste, fier de ses racines amérindiennes, proche de la nature, bon vivant, admirateur de Coluche et se méfiait des bien-pensants.

## Discographie
- 1946 : Hey ! ba ba rebop avec l’Orchestre André Ekyan (grand prix du disque 1947) Odeon 281.770
- 1950 : Si j’étais une cigarette, interprété par :
  - Elyane Embrun, La Voix de son maître
  - Suzy Solidor, Decca
  - Jacqueline Ricard, Decca Records
  - reprise en 2012 par Anaïs Croze, dite Anaïs, CD « À l'eau de Javel », Polydor
- 1951 : Petite fleur fanée (du film Aux confins d’une ville), Festival RA 42
- 1951 : Quand j’étais petit garçon (du film Fantaisie pour clarinette), Festival RA 42
- 1951 : Lamoula créole, Festival RA 44
- 1951 : Mambo Mambo, Festival RA 44
- 1951 : Chocolat à la vanille, Saturne
- 1951 : Aux Caraïbes, Saturne
- 1951 : Yengoué, Saturne
- 1951 : Guaracha ma mya, Saturne
- début des années 1960 : un des « Indiens » du groupe Marc Taynor et ses cow-boys, LP Odéon XOC 1002

## Filmographie
- 1949 : La Maison du printemps, de Jacques Daroy, avec Pierre Dudan
- 1950 : On demande un bandit, court-métrage d'Henri Verneuil, avec Jean Carmet
- 1950 : La Leçon d’humour dans un parc, court-métrage
- 1951 : Chanson sur mesure, court-métrage de N.T. Rostovens
- 1951 : Fantaisie pour clarinette, court-métrage
- 1951 : Aux confins d’une ville, court-métrage
- 1952 : Si ça vous chante, de Jacques Loew
- 1952 : Deux de l'escadrille, de Maurice Labro avec Jean Richard, Dario Moreno, Magali Noël
- 1953 : La Famille Cucuroux, d'Émile Couzinet
- 1957 : Sous le plus petit chapiteau du monde
- 1962 : Vol dans les plumes, court-métrage sur Joséphine Baker de Claude Vernick